# کاتالینا پونور

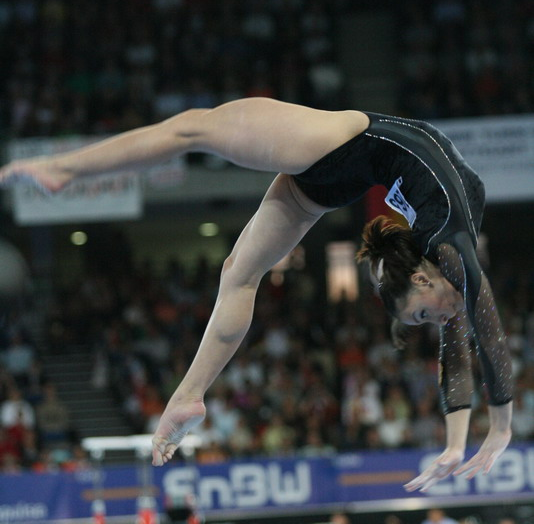

کاتالینا پونور (رومانیایی: Cătălina Ponor) ورزشکار زن رشتهٔ ژیمناستیک اهل کشور رومانی است. وی در بین سال‌های ‎۲۰۰۴ تا ۲۰۱۲ میلادی در مسابقات بازی‌های المپیک تابستانی در مجموع ۵ مدال، شامل ۳ مدال طلا و ۱ نقره و ۱ برنز را کسب کرد.